# Trestia (okręg Buzău)
Trestia – wieś w Rumunii, w okręgu Buzău, w gminie Costești. W 2011 roku liczyła 190 mieszkańców.